# ان‌جی‌سی ۶۶۲۲
ان‌جی‌سی ۶۶۲۲ (انگلیسی: NGC 6622) یک کهکشان مارپیچی در حال برهم‌کنش در صورت فلکی اژدها است. این کهکشان در حدود ۳۱۳ میلیون سال نوری از زمین قرار دارد و در ۲ ژوئن ۱۸۸۵ توسط ادوارد سوئیفت و لوئیس سوئیفت کشف شد.